# Mojżesz (hospodar)
Mojżesz (rum. Moise Vodă, zm. 29 sierpnia 1530) – hospodar Wołoszczyzny w latach 1529–1530 z dynastii Basarabów.
Był synem hospodara wołoskiego Władysława III i ostatnim hospodarem z linii Danowiczów dynastii Basarabów. Został osadzony na tronie wołoskim na początku 1529 przez Osmanów i sprawował władzę pod patronatem możnej rodziny bojarskiej Craiovești, która przeżywała wówczas szczyt swojej potęgi. Powodowało to jednak wzrost opozycji bojarskiej, doprowadzonej do ostateczności zamordowaniem jej przywódców z rozkazu hospodara przy okazji jego ślubu z siostrą żony wielkiego bana Barbu II Craiovescu 13 lutego 1530 roku. Pozostali przy życiu przeciwnicy Mojżesza i rodu Craiovești uzyskali jednak wsparcie w Stambule i wraz z wojskiem osmańskim weszli do Wołoszczyzny osadzając na tronie Włada VI Topielca. Mojżesz schronił się w Siedmiogrodzie, jednak próba odzyskania tronu wołoskiego z pomocą węgierską zakończyła się klęską hospodara w bitwie pod Viişoara 29 sierpnia 1530; zginął w niej zarówno Mojżesz, jak i jego szwagier ban Barbu II Craiovescu.